# Joseph Lafontant
Joseph Lafontant (* 17. Dezember 1937 in Jacmel) ist ein haitianischer römisch-katholischer Geistlicher und emeritierter Weihbischof in Port-au-Prince.

## Leben
Der Erzbischof von Port-au-Prince, François-Marie-Joseph Poirier, spendete ihm am 29. Juni 1963 die Priesterweihe für das Erzbistum Port-au-Prince.
Papst Johannes Paul II. ernannte ihn am 25. November 1986 zum Titularbischof von Gilba und Weihbischof in Port-au-Prince. Der Kardinalpräfekt der Kongregation für die Bischöfe und Präsident der Päpstlichen Kommission für Lateinamerika, Bernardin Gantin, spendete ihm am 25. Januar des nächsten Jahres die Bischofsweihe; Mitkonsekratoren waren François-Wolff Ligondé, Erzbischof von Port-au-Prince, und Léonard Pétion Laroche, Bischof von Hinche.
Am 27. Juli 2013 nahm Papst Franziskus seinen altersbedingten Rücktritt an.